# Schlacht um Imphal
Japanische Eroberung 1941/42

Bilin – Sittang – Pegu (Taukkyan) – Rangun – Yunnan-Burma-Straße (u.a. Tachiao – Oktwin – Toungoo – Yenangyaung – Lashio I)
1942/43

Burma-Kampagne 1942–1943

Arakan I – The Hump – Chindits
1944

Schlacht um Nordburma und West-Yunnan 1943–1945

Burma-Kampagne 1944

Arakan II – Ha-gō – Lashio II – Sangshak – Myitkyina – U-gō (Imphal – Kohima – Tennisplatz) – Mogaung – Song shan/Huitong-Brücke – Dan-gō
1944/45

Burma-Kampagne 1944–1945

Bhamo – Arakan III (Kangaw und Höhe 170 – Ramree) – Meiktila/Mandalay – Pakokku – Lashio III – Tanlwe Chaung – Operation Dracula – Sittang
Die Schlacht um Imphal war eine größere Schlacht des Zweiten Weltkriegs zwischen britischen und japanischen Streitkräften, die als Teil der Operation U-gō zwischen März und Juli 1944 im Großraum der Stadt Imphal im Bundesstaat Manipur (damals Britisch-Indien) ausgefochten wurde. Teile der Schlacht fanden auch in Myanmar (damals Britisch-Burma) statt.
Die Schlacht um Imphal ist eng mit der Schlacht um Kohima verknüpft, welche, ebenfalls als Teil von U-gō, in der Nähe und in derselben Zeitspanne (4. April – 22. Juni 1944) ausgefochten wurde.

## Hintergrund
Das Japanische Kaiserreich war seit 1937 in einen Krieg gegen die Republik China verwickelt. Japan hatte danach nicht nur im Jahr 1940 die französische Kolonie Indochina besetzt, sondern im Dezember 1941 zusätzlich auch das Vereinigte Königreich und die Vereinigten Staaten angegriffen (siehe auch: Angriff auf Pearl Harbor, Schlacht um Hongkong, Chronologie des Pazifikkrieges).

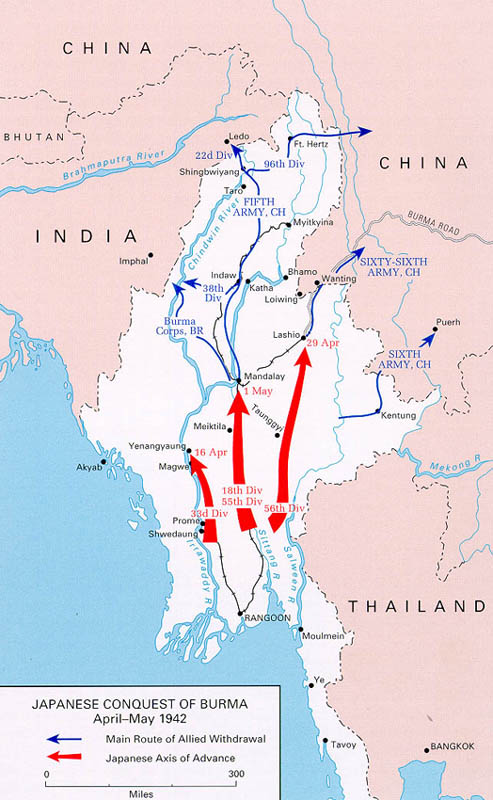
Japanische Geländegewinne im Burmafeldzug, Mitte 1942

Am 16. Januar 1942 begann mit einem Grenzübertritt japanischer Truppen aus dem mit Japan verbündeten Thailand nach Britisch-Burma (heute: Myanmar) der Burmafeldzug, der von 1942 bis 1945 andauern sollte. Die japanischen Geländegewinne des Jahres 1942 waren nicht nur in Burma beachtlich; Japan fügte den Alliierten im Verlauf des Jahres mehrere schmerzhafte Niederlagen (etwa bei Singapur) zu. Die japanischen Hauptziele in Burma waren die Unterbrechung der Burmastraße, von welcher aus die Republik China mit britischem Nachschub versorgt wurde, und die Beendigung der britischen Kolonialherrschaft in Indien, wo sich die Japaner einen möglichen Verbündeten versprachen. Hierzu begründeten die Japaner im Jahr 1942 die Indische Nationalarmee, gefolgt im Jahr 1943 von einer antibritischen Exilregierung für Indien (Azad Hind). Die INA bezog ihre Rekruten sowohl aus britisch-indischen Kriegsgefangenen der Japaner, welche vor allem nach dem Fall Singapurs in japanische Hände gefallen waren,:12–17 als auch aus indischen Zivilisten aus Südostasien und später aus dem japanisch besetzten Burma, welche sich für die indische Befreiung von britischer Herrschaft begeisterten.:7
Die Japaner machten im Verlauf des Jahres 1942 in Burma große Geländegewinne (Japanische Eroberung Burmas 1942), und schon bald begannen auf beiden Seiten Planungen für eine Verlagerung der Kampfhandlungen von Britisch-Burma nach Britisch-Indien. Das Tal von Imphal (engl.: Imphal Valley) ist einer der am wenigsten bergigen Abschnitte der Grenze zwischen Indien und Burma, und die Straßen durch Manipur wurden zur wichtigsten britischen Nachschublinie für Burma. Hierbei spielte die Stadt Imphal als regionaler Knotenpunkt eine wichtige Rolle. Das Burma Corps (kommandiert von William Slim) hatte sich im längsten Rückzug der britischen Militärgeschichte (über eine Strecke von 1.500 Kilometern in fünf Monaten) von Südburma nach Indien zurückgezogen, und zudem bildeten sich starke Flüchtlingsströme von Burma nach Indien.:4

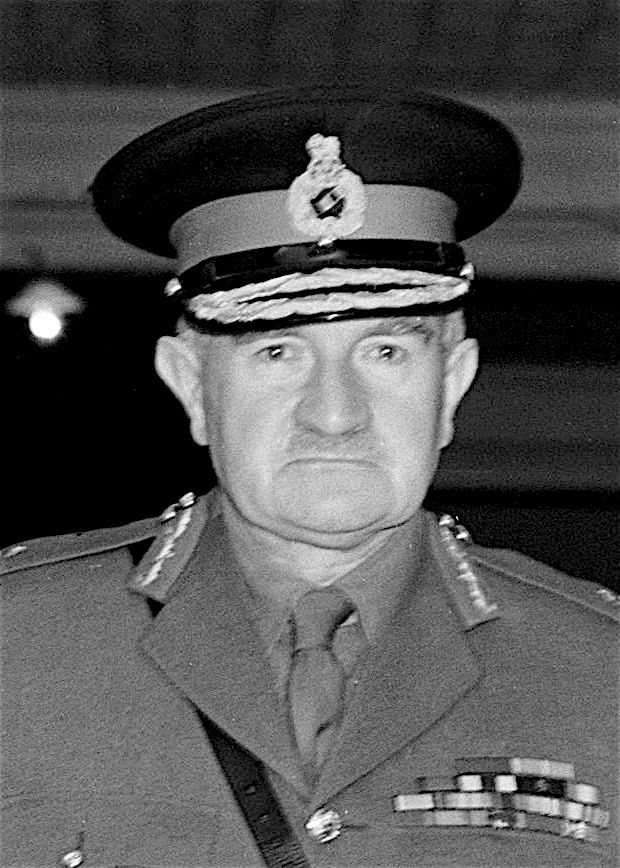
William Slim, Kommandeur des Burma Corps und XV. Corps, später der 14. Armee, 1950

Die Japaner hatten indes ihr Hauptziel in Burma, die Burmastraße, erreicht und gaben sich zunächst damit zufrieden, sich östlich des Flusses Chindwin einzugraben. Diese Entscheidung ist insofern bemerkenswert, als dass es auf der britischen Seite sehr wenige militärische Kräfte gab, die eine Fortsetzung der japanischen Vormärsche nach Nordostindien hätten stoppen können. Jedoch gab es aus japanischer Sicht gute Gründe, den Vormarsch zunächst nicht fortzusetzen: die japanischen Nachschublinien in Burma waren überdehnt, und die Japaner kämpften an so vielen Fronten gleichzeitig, dass mit großen Verstärkungen nicht zu rechnen war. Aus diesen Gründen ließen die Japaner (nicht ohne interne Kritik) ihre Chance des Jahres 1942 auf einen schnellen Durchstoß nach Nordostindien verstreichen; die Alliierten begannen indes mit der Befestigung der Region. Das IV. Corps wurde aus Großbritannien und dem Nahen Osten nach Imphal versetzt und die Infrastruktur in Nordostindien mit zusätzlichen Straßen und Eisenbahnlinien verbessert.:4f. Im August 1943 wurde in Burma die 14. britische Armee aufgestellt. William Slim, vormals Kommandeur des Burma Corps, übernahm den Oberbefehl über die neue Armee.:7
Die Alliierten waren sich bezüglich der Fortsetzung des Krieges uneinig: die Regierung der Vereinigten Staaten unter Franklin D. Roosevelt war traditionell ein enger Partner der Republik China; die Amerikaner wollten die Burmastraße schnell zurückerobern, um den Chinesen erneut wichtigen Nachschub senden zu können. Die Briten wollten einen Landkrieg in Burma zunächst vermeiden und zogen eine amphibische Lösung vor, auch wenn diese aufgrund der begrenzten Zahl militärischer Landungsboote auf kurze Sicht nicht in Frage kam. Die britische Aversion gegen einen Landkrieg in Burma verstärkte sich, weil ein britischer Vorstoßversuch in Küstennähe, der Arakan-Feldzug (1942–43), scheiterte.:6

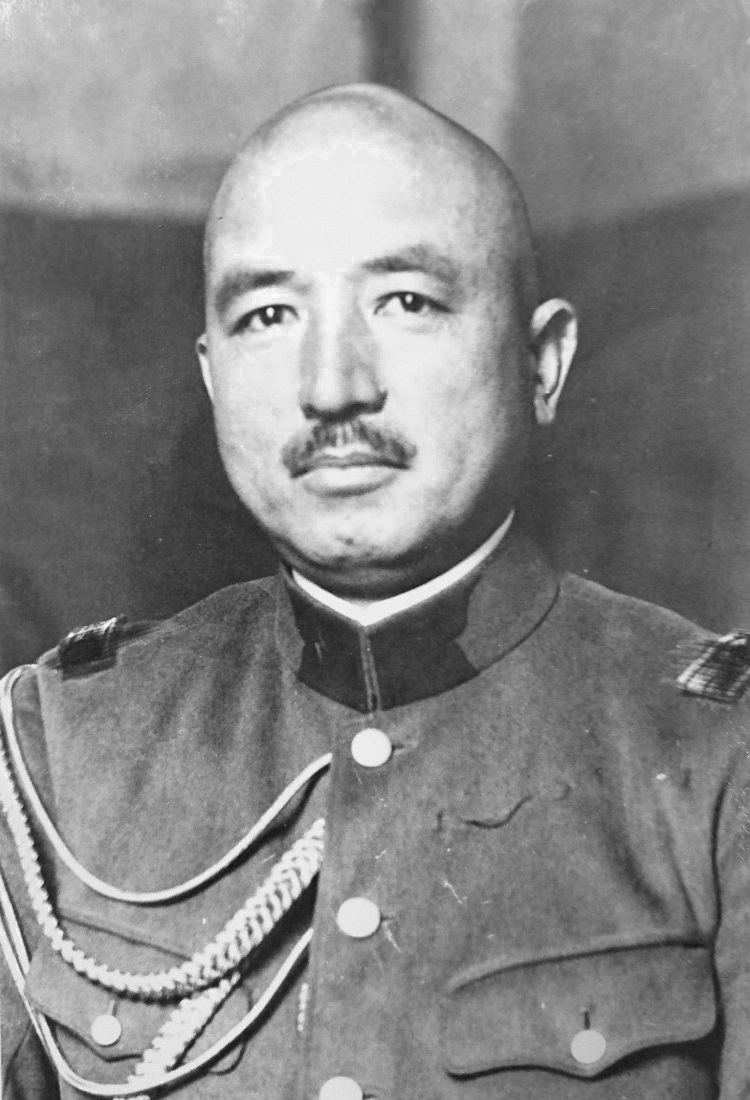
Generalleutnant Renya Mutaguchi kommandierte während der Doppelschlacht bei Imphal und Kohima die japanische 15. Armee.

Die britischen Teilerfolge in der Operation Longcloth (Februar 1943) der Chindits unter Führung von Orde Wingate, in welcher etwa 3.000 britische Soldaten die japanischen Linien infiltrierten und dort kriegswichtige Infrastruktur angriffen, zeigte den Japanern um Renya Mutaguchi jedoch, dass Kriegführung in Nordburma möglich und sogar erfolgversprechend war. Mutaguchi, seit März 1943 Kommandeur der 15. Armee, forderte nun erneut beim japanischen Oberkommando die Wiederaufnahme der japanischen Offensive in Nordostindien; ein wichtiges Ziel hierbei war es, die US-amerikanische Luftbrücke nach China („The Hump“) zu kappen. Dieser Plan fand auch die Unterstützung von Subhash Chandra Bose, einem nationalistischen Führer der indischen Unabhängigkeitsbewegung aus Kalkutta.:7

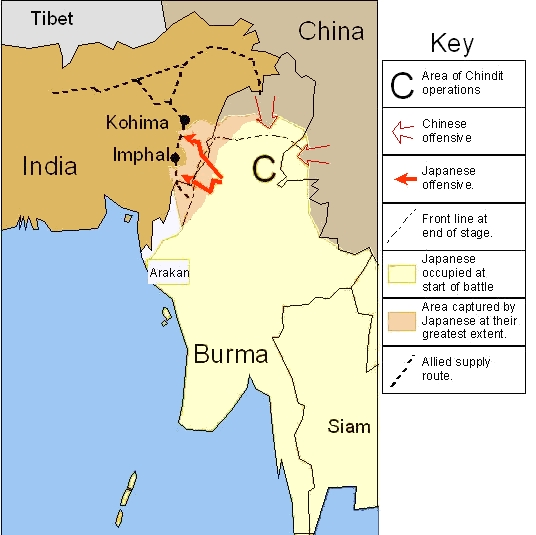
Operation U-gō 1944: Japanischer Doppelangriff auf Imphal und Kohima

Letztendlich wurde durch das japanische Oberkommando den Forderungen Mutaguchis stattgegeben; das Ergebnis der japanischen Offensivplanungen war die Operation U-gō. Das Hauptziel von U-gō war die Eroberung des wichtigen Knotenpunkts Imphal.:7 Um die Operation zu verschleierten, führten die Japaner im Februar 1944 einen Scheinangriff in Arakan, die Operation Ha-gō.:253

## Kräfteverhältnis

### Alliierte

Britische Mörsereinheit der 19. ind. Division

Am Vorabend des 8. März 1944, des Beginns der Schlacht um Imphal, standen den britischen Verteidigern der 14. Armee drei Infanteriedivisionen der britisch-indischen Armee zur Verfügung (17., 20., 23.), organisiert im IV. Corps. Im Verlauf des März 1944 kam noch die 50. indische Fallschirmbrigade dazu. Später wurden die Verteidiger durch Elemente weiterer indischer Divisionen (zwei Brigaden der 5. Division und eine Brigade der 7. Division) zusätzlich verstärkt. Schwerere Waffen standen in Form der 254. Panzerbrigade zur Verfügung; die 254. Brigade war mit US-amerikanischen Kampfpanzern der Typen M3 Lee/Grant und M3 Stuart ausgerüstet. Dazu kamen Artillerieeinheiten mit verschiedenen Waffensystemen in mehreren Artillerieeinheiten. Zum Höhepunkt der Kämpfe erreichten die Alliierten eine Maximalstärke von 120.000 Mann (ohne das XXXIIII. Corps, welches die Kämpfe ganz zum Schluss unterstützte).:15–17
Kommandeur der britischen 14. Armee war William Slim. Ihm unterstand das IV. Corps unter Geoffry Scoones. Die zugeteilte 17., 20. und 23. Division wurde jeweils von den Generalen David Tennant Cowan, Douglas Gracey und Ouvry Roberts befehligt.:18–20 Scoones hatte das IV. Corps für eine begrenzte Offensive im Frühjahr 1944 vorbereiten wollen und hatte deswegen die 17. Division 260 Kilometer südlich von Imphal bei Tiddim aufgestellt, während die 20. Division etwa 50 Kilometer südöstlich von Imphal bei Tamu stand.:294

### Achsenmächte

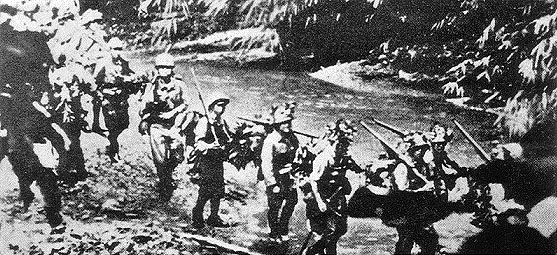
Soldaten der 31. jap. Division in Burma, März 1944

Die japanische 15. Armee, Teil der Regionalarmee Burma, verfügte zu Schlachtbeginn über 84.000 Soldaten, welche auf drei Divisionen verteilt waren. Die 31. Division (15.000 Mann) war nicht an der Schlacht von Imphal beteiligt und marschierte stattdessen weiter nördlich gegen Kohima (siehe: Schlacht um Kohima). Damit verblieben der 15. Armee die 15. Division (15.000 Mann) und die 33. Division (18.000 Mann). Weiterhin waren der Armee noch einmal 36.000 Soldaten direkt unterstellt. Im Verlauf der Schlacht erhielt die 15. Armee Verstärkung in Form von etwa 4.000 weiteren japanischen Soldaten. Die 15. Division litt schon zu Schlachtbeginn unter ernsthaftem Personalmangel (auch da Teile der Division der Operation Thursday der Chindits entgegenwirken mussten) und hatte viel zu wenige Artilleriegeschütze. Die Hauptwaffensysteme der Artillerie auf japanischer Seite waren das Bataillonsgeschütz 70mm Typ 92, und das Feldgeschütz 75mm Typ 90.:14–15
Die Japaner wurden durch die 1. Division der Indischen Nationalarmee unterstützt. Mit etwa 6.000 Mann waren die Truppen des „Freien Indien“ die mit Abstand kleinste der beteiligten Fraktionen der Schlacht. Die Kampfkraft der INA wurde zusätzlich dadurch herabgewertet, dass es sich bei vielen ihrer Kämpfer um Paramilitärs mit mangelhafter Ausbildung handelte. Die INA blieb im Verlauf der Schlacht logistisch völlig auf die Japaner angewiesen.:17
Der Befehlshaber der 15. Armee war Renya Mutaguchi, welcher sich als Divisionskommandeur der 17. Division bei der Schlacht um Singapur 1942 einen Namen gemacht hatte.:12 Ihm unterstanden die Kommandeure der 15. und der 33. Division, Masafumi Yamauchi und Genzō Yanagida. Beide Divisionskommandeure wurden im Verlauf der Schlacht abgelöst; Yamauchi wurde durch Uichi Shibata ersetzt, Yamauchi durch Nobuo Tanaka.:11f.

## Schlachtverlauf
Die Schlacht von Imphal lässt sich grob in vier Phasen teilen. In der ersten Phase (März bis Mitte April) marschierten die Japaner aus drei Richtung auf Imphal vor. In der zweiten Phase (Mitte April bis Mai) führten die beiden Seiten eine ausgeglichene Abnutzungs- und Materialschlacht gegeneinander. Die dritte Phase (Juni 1944) war geprägt durch eine allmähliche Verschiebung des militärischen Vorteils zu den Briten, während die vierte Phase (Juli 1944) durch den Rückzug der japanischen Truppen geprägt ist.:23

### Erste Phase: Der japanische Dreifachangriff (März–April 1944)

#### Kämpfe im Südwesten
| Imphal |

| Kohima |

| Ukhrul |

| Tiddim |

| Tamu |

| Bishenpur |

| Singgel |

| Kalemyo |

| Mawlaik |

Am 8. März 1944 setzte sich die 33. japanische Division in Bewegung. Der Plan der 33. Division war es, von Kalewa und Kalemyo (heute: Kalay) aus über Tiddim (heute: Tedim, Myanmar) zur nordwärts laufenden Verbindungsstraße, der Tiddim Road, nach Imphal vorzustoßen. Bei Tiddim stand die 17. indische Division zur Verteidigung, erhielt aber bereits vor Anrollen des japanischen Angriffs die Anweisung, langsam nordwärts auszuweichen und den Vorstoß der 33. Division dergestalt zu verzögern. Jedoch hatten die Japaner die Rückzugsabsicht der 17. Division vorausgesehen; das japanische 214. Infanterie-Regiment näherte sich der Tiddim Road nach Imphal also von Yazagyo im Osten durch schwerstes Gelände hindurch an, um die 17. Division bei Tonzang abzuschneiden. Das 215. Infanterie-Regiment erhielt einen ähnlichen Auftrag und schlug sich westlich der Tiddim Road durch bergiges Gelände, um seinerseits bei Singgel (unmittelbar südlich der burmesisch-indischen Grenze) zu versuchen, die Verbindung der 17. Division nach Norden zu kappen. Nicht beteiligt an den Kämpfen im Südwesten war das 213. Infanterie-Regiment. Dieses 213. Regiment wurde zeitgleich mit dem Vormarsch der anderen beiden Regiment nordostwärts geschickt, um an den Kämpfen an der Tamu-Palel Road teilzunehmen (siehe unten).:25f.

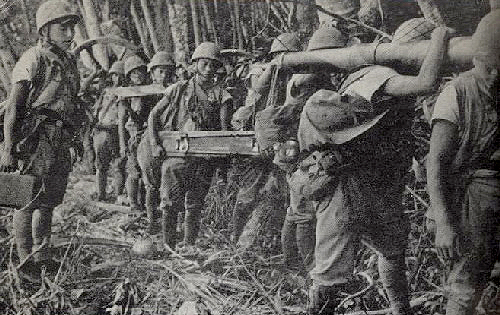
Japanische Soldaten der 15. Armee tragen ein Gebirgsgeschütz Typ 41 durch schwieriges Gelände (1944)

Die 17. Division entdeckte mehrfach die Präsenz dieser japanischen Kräfte, doch kam vom Gefechtsstand des britisch-indischenen IV. Corps in den ersten vier Tagen des Vorstoßes der 33. Division kein Befehl an die 17. Division, den geplanten Rückzug anzutreten. Dies geschah erst am 12. März, als die Truppen des 215. japanischen Regiments nur wenige Kilometer südwestlich von Singgel, also schon in unmittelbarer Schlagweite zur britischen Rückzugroute, gesichtet wurden. Dementsprechend wurde am 12./13. März 1944 der 17. Division der Befehl zum Rückzug gegeben, welchen die Division am 14. März nach einer gegen Süden gerichteten Verminung der Tiddim Road antrat.:25f.

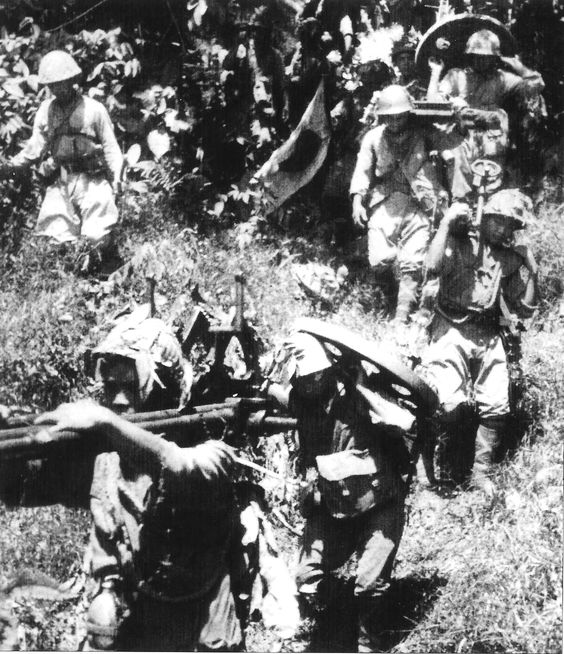
Soldaten der 15. Armee tragen ein Bataillonsgeschütz Typ 92 im Gebirge (1944).

Zu diesem Zeitpunkt war es bereits zu spät: Einheiten des 214. Infanterie-Regiments hatten am Morgen des 14. März die Tiddim Road beim sogenannten Tuitum Saddle, nördlich der Ortschaft Tuitum, erreicht und damit den Rückzugsweg der 17. Division gekappt. Ebenfalls am 14. März erreichte das 215. Infanterie-Regiment die Tiddim Road beiderseits Singgel, bei den 99. und 100. Meilensteinen der Tiddim Road, sowie ein weiteres Mal am Meilenstein 109. Die Japaner hatten die Tiddim Road also an mindestens vier verschiedenen Stellen erreicht und die 17. Division für den Moment völlig von ihrem weiter nördlich gelegenen Mutterverband abgeschnitten. Dadurch saßen 16.000 britische Soldaten, 2.500 Fahrzeuge und 3.500 Packtiere in der Falle.:26 Alle Soldaten bewegten sich zu Fuß fort, um die Fahrzeuge für Nachschub und Munition freizuhalten.:296

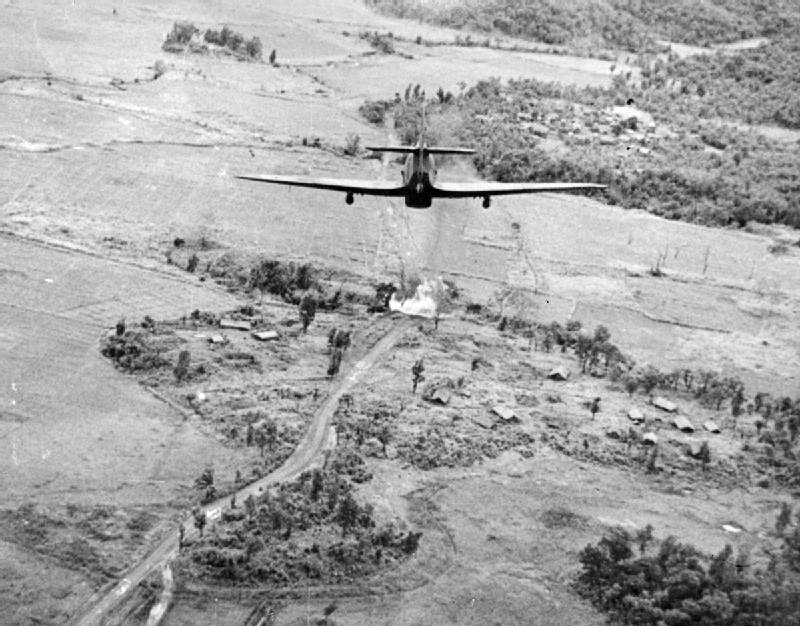
Eine britische Hawker Hurricane nimmt Anflug für einen Bombenangriff auf eine Brücke entlang der Tiddim Road (1944).

Als Reaktion auf die Einkesselung der 17. Division befahl der Kommandeur des britischen IV. Corps Scoones, die 37. Brigade und anschließend auch die 49. Brigade (beide 23. Division), letztere viel weiter nördlich bei Ukhrul in Britisch-Indien, den langen Marsch nach Süden schnellstmöglich anzutreten und der 17. Division zu Hilfe zu eilen. Durch diese Truppenverschiebungen, und besonders durch den Abzug der 49. Brigade bei Ukhrul, war Imphal selbst, dessen nördliche Flanke auf die Präsenz der Truppen in Ukhrul angewiesen gewesen war, nur noch unzureichend vor Angriffen aus nördlicher oder nordöstlicher Richtung geschützt. Am 16. März gelang es den britischen Truppen dank der Unterstützung von Flugzeugen des Typs Hawker Hurricane in einer Jagdbomber-Variante, die zum Himmel hin ungedeckte Stellung der Japaner beim Tuitum Saddle sturmreif zu schießen und schließlich im Verlauf des Tages zu erobern, wodurch es der Division möglich war, die Überquerung der Brücke über den Manipur-Fluss zu beginnen. Währenddessen hatte die aus Norden heraneilende 37. Brigade, welche sich entlang der Tiddim Road südlich bewegte, am 15./16. März die Kämpfe gegen die nördlichsten japanischen Stellungen des Infanterie-Regiments 215 beim Meilenstein 100 aufgenommen. Es wurde jetzt also sowohl im nördlichen Sektor, nördlich von Singgel, als auch im südlichen Sektor beim Tuitum Saddle gekämpft.:26
Am 18. März erbeutete die südöstliche Vorhut des 215. Infanterie-Regiments ein britisches Munitionsdepot zwischen den Meilensteinen 109 und 110. Die 48. Brigade der 17. Division wurde beauftragt, das Depot von den Japanern zurückzugewinnen. Unter der Führung ihrer beigeordneten Gurkha-Bataillone (1/7th Gurkha Rifles, 2/5th Royal Gurkha Rifles) kämpften sich die britischen Verbände mit Maschinengewehren und Artillerie die Tiddim Road entlang. Am 23. März mussten die Japaner das Munitionsdepot wieder preisgeben. In schweren Kämpfen sicherten die Gurkhas bis zum Morgen des 26. März ebenfalls zwei weitere japanische Stellungen in den Berghängen, welche die Tiddim Road überblickten. Die Nachhut der 17. Division überquerte am 26. März die Brücke über den Manipur, wonach die Brücke gesprengt wurde. Weiter nördlich waren indes die Kämpfe beim Meilenstein 100, wo die Hauptkräfte des japanischen Infanterie-Regiments 215 lagen, mit unverminderter Härte weitergegangen. Zehn Tage blockierte das 215. Regiment die 37. Brigade, wobei am 23. März der lokale japanische Befehlshaber, Oberstleutnant Irie, durch Artilleriefeuer getötet wurde. Am 25. März gab das 215. Regiment die Stellung auf. Der Regimentschef, Oberst Sasahara, gab diese Nachricht an den Divisionskommandeur Yanagida weiter, welcher wiederum den Abzug des gesamten 215. Regiments befahl. Dieser Rückzug, zusammen mit dem Ratschlag Yanagidas zum Abbruch der Operation gegen Imphal, wurde wiederum vom Oberbefehlshaber der 15. Armee, Mutaguchi, als Ungehorsam durch Yanagida aufgefasst. Mutaguchi entschied sich schon da, Yanagida bei nächster Gelegenheit seines Kommandos zu entheben.:28f.
Am 28. März trafen die nach Süden eilende 37. Brigade und die nach Norden rückende 17. Division erstmals aufeinander. Die britischen Truppen hatten den japanischen Kessel an der Tiddim Road gebrochen. Nach der Beseitigung eines letzten japanischen Blockadeversuchs durch das japanische 2./213 an der indisch-burmesischen Grenze, konnte die 17. Division den geplanten Rückmarsch nach Imphal fortsetzen, wo es am 4. April ankam. Die aus Norden herangezogene 49. Brigade übernahm jetzt die Überwachungsaufgaben an der Tiddim Road; die Brigade wurde hierzu in der Nähe von Torbung aufgestellt. Nach einem Angriff der Japaner in diesem Sektor am 9. April kam es erneut zur Bedrohung eines japanischen Flankenmanövers, und es wurde wiederum die 17. Division herangezogen, um die Verteidigung der Tiddim Road zu übernehmen. Die 17. Division, durch Unterstellung der 32. Brigade (vormals 20. Division) verstärkt, verlegte die Hauptverteidigungslinie auf Bishenpur (heute: Bishnupur) zurück. Diese Ortschaft befand sich am Schnittpunkt zwischen den Hügelländern der Tiddim Road und dem Loktak-See und stellte damit für beide Seiten eine erstrebenswerte Position dar. Die strategische Relevanz der Ortschaft wurde dadurch verstärkt, dass von ihr aus eine halbbefestigte Straße westwärts nach Silchar, der Silchar Track, im Bundesstaat Assam führte. Dieser Pfad nach Silchar war aus denselben Gründen auch für die Japaner interessant. Eine Kampfgruppe des 215. Infanterie-Regiment sprengte in der Nacht des 14./15. April eine der Brücken auf dem Pfad und schnitt damit eine der wichtigsten Verbindungen der gesamten Region nach Südwesten ab.:29f. Durch diese Sprengung war Imphal vom Großteil Britisch-Indiens abgeschnitten.:9
Insgesamt war der Versuch der 33. Division, die 17. Division im Norden abzuschneiden, trotz der Erfolge bei der Zerstörung britischer Infrastruktur ein Fehlschlag. Besonders die gute Luftunterstützung, sowohl durch Nachschubabwürfe als auch durch Luftangriffe gegen japanische Stellungen, hatte den Briten einen wichtigen Vorteil gegeben, welche die Japaner mangels eigener Luftverbände in der Region nicht hatten. Die japanischen Verbände der 33. Division erlitten während der Kämpfe entlang der Tiddim Road bis zu 2.000 Tote und Verwundete. Es war das zweite direkte Duell der beiden Divisionen gewesen; anders als bei der Schlacht an der Sittang-Brücke 1942 war jedoch diesmal die britische Seite siegreich hervorgegangen.:30

#### Kämpfe im Südosten
Die Hauptverbindung von Imphal zur burmesischen Grenze lag südöstlich and führte zur Ortschaft Tamu, unmittelbar auf der burmesischen Seite der Grenze der beiden Territorien. Der Streckenabschnitt zwischen Tamu und der Ortschaft Palel (heute: Pallel) wird auch als Tamu-Palel Road bezeichnet. Diese Straße zeichnete sich durch einen hohen Bebauungsgrad aus und war deshalb für Fahrzeuge gut befahrbar, was sie wiederum zu einem der operativen Hauptziele für beide Seiten machte. Entlang der Straße lagen auch drei britische Feldflugplätze, von welchen einer, Palel Airfield, sogar auf Allwetterbetrieb ausgelegt war. Der britische Großverband, der mit der Verteidigung des Gebiets beauftragt war, war die 20. indische Division (Douglas Gracey). Der ursprüngliche Plan der 20. Division war es gewesen, sich nach dem Beginn eines japanischen Angriffs auf drei befestigte Positionen zurückfallen zu lassen, die jeweils bei Moreh, im Gebiet Khongkhang-Sibong und auf dem Shenam Saddle, einer Hügelgruppe knapp westlich der Ortschaft Tengnoupal, lagen.:30–31
Am 8. März hatte sich das 213. Infanterie-Regiment (unter Generalmajor Tsunoru Yamamoto) der anders als der Rest der 33. Division (siehe oben) nicht über die südwestliche Route auf der Tiddim Road genähert, sondern war von Kalewa/Kalemyo aus nordnordöstlich über Yazagyo durch das Kabaw-Tal entlang des kleinen Flusses Yu auf Tamu und Moreh marschiert. Yamamotos Regiment wurde zusätzlich durch die Unterstellung des 14. Panzerregiments und zweier Bataillone der 15. Division verstärkt. Dieser gemischte japanische Kampfverband wird in der englischsprachigen Literatur über die Schlacht gemeinhin als „Yamamoto Force“, sinngemäß „Kampfgruppe Yamamoto“, bezeichnet. Doch obwohl Yamamoto durch Panzer (und auch durch Artillerie) in seiner Feuerkraft gestärkt war, fehlte es ihm an Infanterieverbänden, vor allem nach dem eines seiner Bataillone, 2./213, umgeleitet wurde, um die 17. britische Division an ihrem Rückmarsch über die Tiddim Road zu hindern (siehe oben). Die 20. Division hatte indes wie geplant als Reaktion auf den japanischen Angriff der 33. Division im südwestlichen Sektor den Rückzug angetreten; dieser Rückzug wurde jedoch durch die Verlegung der 49. Brigade zur Unterstützung der 17. Division (siehe oben) verkompliziert, da Imphal jetzt im Nordosten sehr ungeschützt war. Am 25. März befahl Korpskommandeur Scoones daher die Verlegung einer der Brigaden der 20. Division in die Korpsreserve, wodurch der Division nur noch zwei Brigaden verblieben. Diese ließen sich jetzt entlang der Tamu-Palel Road bis zum Shenam Saddle zurückfallen, um dort ihre Verteidigungslinie zu errichten.:31–34
Beide Seiten verwendeten unterschiedliche Namen für die Hügel, welche gemeinsam den Shenam Saddle bildeten; die Briten verwendeten meist geographische Namen (oft aus dem Mittelmeerraum), wohingegen die Japaner die Hügel nach eigenen Offizieren benannten, die gegen die Hügel Attacken geführt oder diese sogar erobert hatten. Es gab die Hügel Crete East/Ikkenya, Crete West/Kawamichi, Scraggy/Ito, Nippon/Maejima. Andere Hügel, für die keine japanischen Namen bekannt sind, waren Gibraltar Hill, Recce Hill, Malta Hill, Lynch Pimple und Cyprus Hill.:34

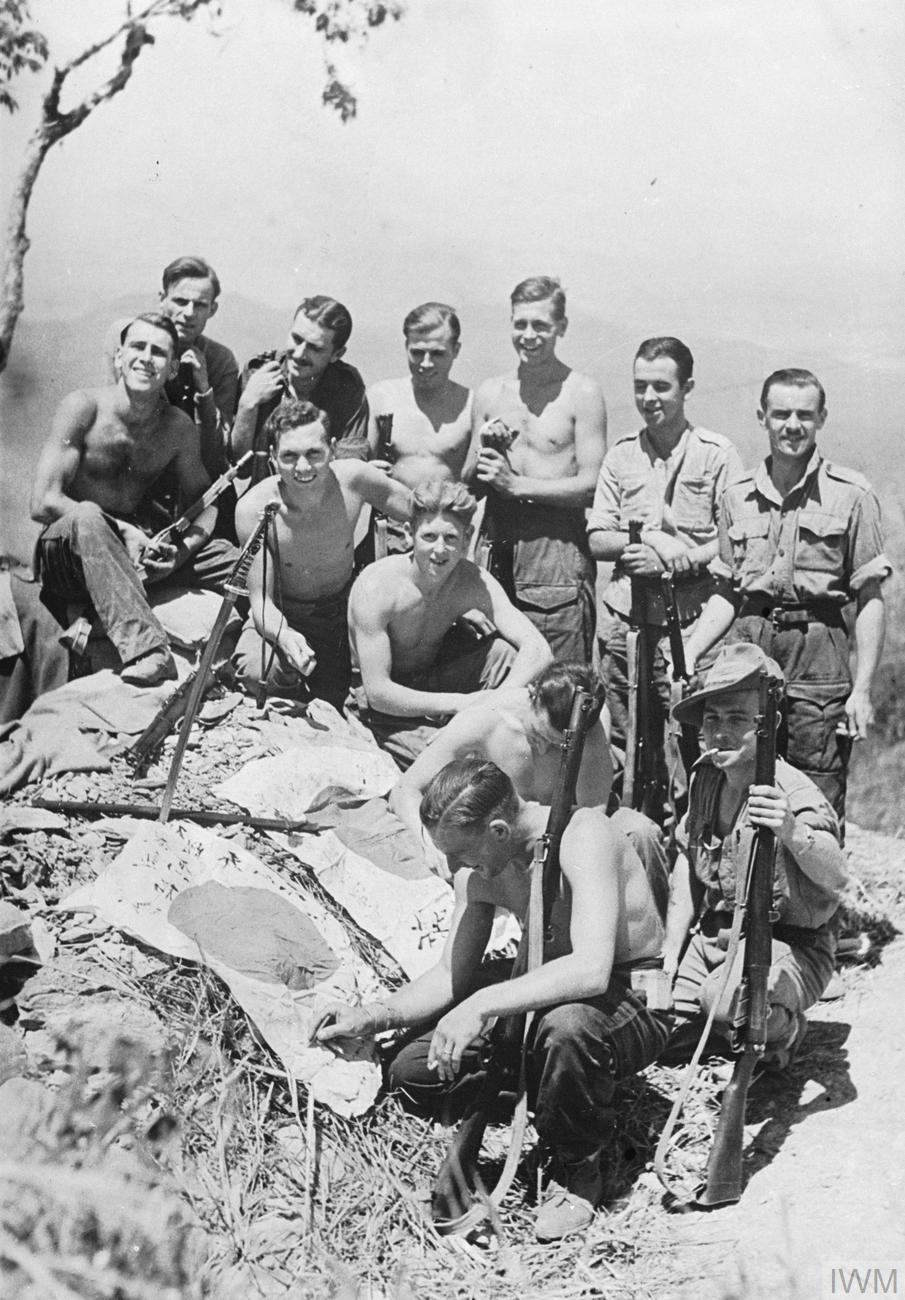
Britische Soldaten mit erbeuteten japanischen Fahnen auf dem Nippon Hill

Die Japaner hatten am 26. März den Nippon Hill eingenommen, wurden aber am weiteren Vormarsch gehindert. Die 20. Division zog ihre Verbände zusammen und ging Anfang April zum Gegenangriff über. Nach tagelangen erbitterten Abwehrkämpfen der Japaner konnten Elemente der 80. Brigade am 11. April, nach vorangegangenem schwerem britischen Artilleriebeschuss auf die japanischen Stellungen, den Nippon Hill zurückerobern; drei japanische Angriffe in der folgenden Nacht zur erneuten Besetzung des Hügels wurden von den Briten abgewiesen. Die Japaner formierten sich neu und gingen erneut zum Angriff auf den Nippon Hill über. Am 16. April konnten die Japaner den Hügel wiederum erobern. Der Nippon Hill blieb bis Juli in japanischer Hand. Indes gingen japanische Verbände (letztlich erfolglos) nördlich und südlich der Tamu-Palel Road vor, um die britischen Kräfte wie an der Tiddim Road (siehe oben) zu umgehen und ihre Nachschubwege zu kappen. Ein Angriff auf die Ortschaft Sita nördlich der Tamu-Palel Road scheiterte bei über 300 japanischen Verlusten.:34f.
Mitte April 1944 war die Situation also festgefahren: Teile des Shenam Saddle waren in britischer Hand, aber die Japaner kontrollierten Hügel wie den Nippon Hill.:34

#### Kämpfe im Norden

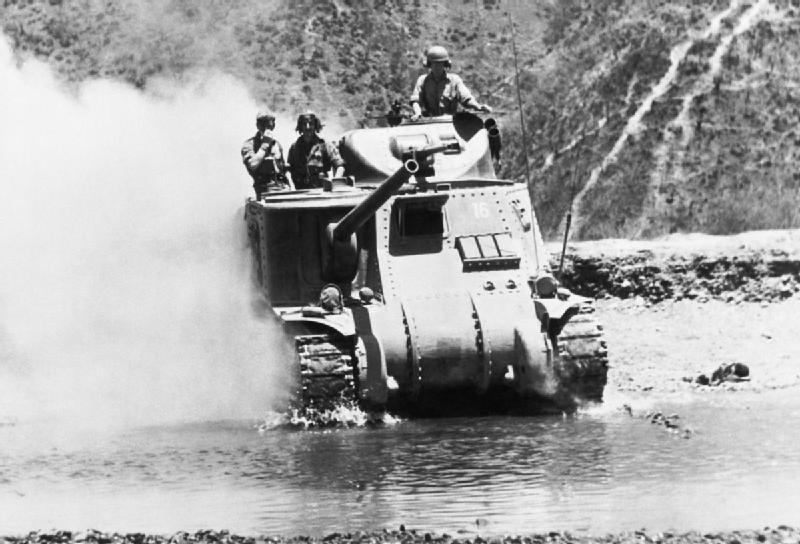
Ein britischer M3 Lee durchquert nördlich von Imphal einen Fluss (1944).

Während die Briten starke japanische Angriffe im Südwesten (entlang der Tiddim Road) und im Südosten (entlang der Tamu-Palel Road) erwartet hatten, war es die Stärke des japanischen Angriffs im Norden, welche die Briten operativ am meisten überraschte. Maximal war ein japanisches Regiment in der Stoßrichtung zur Straße zwischen Imphal und Kohima (Imphal-Kohima Road) erwartet, stattdessen rückte im nordöstlichen Sektor die gesamte 31. Division in Richtung Kohima (Schlacht um Kohima) und die gesamte 15. Division südlich der 31. Division in Richtung Imphal-Kohima. Im Nordosten von Imphal waren also zwei der drei japanischen Infanteriedivisionen der 15. Armee eingesetzt. In diesem Sektor war das Terrain am schwierigsten, sogar im Vergleich zu den Hügeln des Shenam Saddle oder den Steilhängen der Tiddim Road. Dementsprechend kam die japanische Schwerpunktbildung in dieser Gegend für die Briten auch sehr unerwartet.:35f.
Am 15. März brachen die 15. und die 31. Division auf, um ihre jeweiligen Ziele (Imphal und Kohima) anzugreifen. Mutaguchi hatte korrekt vorausgesehen, dass Scoones seine nordöstlichen Reserven wie die 49. Brigade abziehen würde, um die 17. Division an der Tiddim Road zu unterstützen. Nach dem Abmarsch der 49. Brigade übernahm die 50. indische Fallschirmbrigade (Maxwell Hope-Thompson), die erst im Verlauf des März 1944 zur Verstärkung des IV. Corps herangeführt worden war. Die 50. Fallschirmbrigade war mit dem Sicherungsauftrag im Nordostsektor allein geographisch überfordert; die Anwesenheit von zwei japanischen Divisionen stellte eine schwere Bedrohung dar. Die linke Flanke der 31. Division stieß (als Teil ihrer Operationen gegen Kohima) alsbald gegen Ukhrul vor und traf dabei u. a. am Point 7378 auf Vorausabteilungen der 50. Fallschirmbrigade. Der Verband der 31. Division, die 31. Infanteriegruppe, sichtete bald die Hauptmasse der 50. Fallschirmbrigade in Sangshak und trat hier vom 22.–26. März 1944 zu einem größeren Angriff an (siehe: Schlacht von Sangshak), obwohl Sangshak eigentlich deutlich südlich des Zuständigkeitsbereichs der planmäßig auf Kohima ausgerichteten 31. Division lag.:36f. Britische Versuche der Luftversorgung der 50. Brigade schlugen fehl, weil viele der abgeworfenen Güter stattdessen hinter den japanischen Linien niedergingen.:30f. Der japanische Dauerbeschuss zermürbte die weit unterlegene 50. Fallschirmbrigade, welche eng im Dorf eingepfercht ihre Position vier Tage lang verteidigte. Nach dem Rückzugsbefehl der übergeordneten Führung räumte die 50. Fallschirmbrigade in der Nacht des 26./27. März das Dorf und zog sich in Richtung Imphal zurück.:36f.
Am letzten Tag der Kämpfe um Sangshak hatten sich auch Verbände der 15. Division den Kampfhandlungen angeschlossen, da sich die beiden japanischen Divisionen jetzt gegenseitig im Weg standen. Das 60. Infanterie-Regiment der 15. Division wurde durch die Anwesenheit der 31. Division im Aufmarsch gegen Imphal um mehrere Tage verzögert. Diese Verzögerung verschaffte den britischen Verteidigern von Imphal wertvolle Zeit, die Befestigungen des Hauptorts zu verstärken. William Slim, der Oberbefehlshaber der 14. Armee, hatte in Angesicht der japanischen Vormärsche an allen Fronten mittlerweile Verstärkung angefordert. Vom 18. bis 27. März wurden zwei zusätzliche Brigaden (9. und 123.), abgestellt von der 5. indischen Division, mit US-amerikanischen Flugzeugen ins Imphal-Tal eingeflogen. Später folgte noch die 161. Brigade der 7. Division, die per Luftweg nach Dimapur verlegt wurde. Die Neuankömmlinge wurde von den Flugplätzen direkt in Richtung der Japaner geworfen, um den Vormarsch im Nordosten zu stoppen.:37f.
Die Vorhut der 15. Division erreichte am 28. März die Imphal-Kohima Road, wo sie eine wichtige Brücke bei Kangpokpi sprengten. Zwischen dem 4. und 7. April griffen die Japaner die Lion Box an, eine befestigte Stellung nordwestlich von Imphal entlang der Imphal-Kohima Road. Die Lion Box war ein Vertreter der Britischen boxes, selbständiger Verteidigungsstellungen, die jeweils mit genug Vorräten ausgestattet sein sollten, um zehn Tage durchzuhalten. Viele der boxes waren durch britische Unterstützungstruppen (sowie in der Nähe der Flugfelder durch RAF-Bodenpersonal) besetzt. Die Lion Box wurde am 7. April von den Briten aufgegeben, aber die Verzögerung war genutzt worden, um die Vorräte in der Stellung abzutransportieren; die Japaner konnten also hier keine dringlich begehrte Kriegsbeute machen. Weiter östlich hatte das japanische 51. Regiment, das Zentrum der 15. Division, die Hügel im Sektor Mapao im Zeitplan erreicht und sich auf das eigene ursprüngliche Operationsziel, Sekmai, weiter fortbewegt. Da dieser Angriff durch die Zeitverzögerung des 60. Regiments auf der rechten Flanke der Division nicht unmittelbar möglich war, änderte Divisionskommandeur Yamauchi kurzerhand den Plan. Das 60. Regiment wurde nun statt des 51. Regiments auf Sekmai umgeleitet und das 51. Regiment stattdessen in Richtung des Bergmassivs Nungshigum geschickt. Eines der Hauptziele der Division war es, die Straße zwischen Ukhrul und Imphal (die Ukhrul Road) zu okkupieren. Der Angriff begann hier bei Kameng am 4. April, wo eine Öffnung im Terrain eine einfache Durchmarschroute nach Imphal bot. Hier hatte die britisch-indische 123. Brigade der 5. Division Stacheldraht ausgelegt und in den Hügeln beiderseits der Straße Befestigungen errichtet. Bei den südlichen Befestigungen kam es zu heftigen Gefechten zwischen den Japanern und den Einheiten der 1./17 Dogras. Den Japanern gelang es nicht, die Position zu stürmen, woraufhin sie von der Feldartillerie des 18. Feldregiments sowie den 1./17 Dogras wieder verdrängt wurden. Die Japaner mussten nach etwa 100 Todesopfern wieder weichen. Wären sie hier durchgebrochen, hätten sie den Weitermarsch zu einem der britischen Feldflugplätze, dem Kangla Airfield, antreten können.:37–42

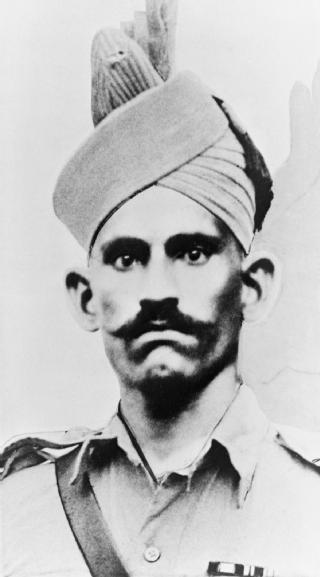
Jemedar Abdul Hafiz, am 6. April beim Nungshigum-Massiv gefallen, erhielt für seinen Einsatz postum das Victoria-Kreuz.

Das 51. Regiment marschierte indes gegen Nungshigum, ein in eine nördliche und eine südliche Anhöhe geteiltes Massiv. Nungshigum (Bezeichnung der Briten) war bei den Japanern als Hügel 3833 bekannt, wobei 3833 für die Höhe des Hügels in Fuß (umgerechnet 1168 Meter) Massivs stand. Am 6. April gewannen die Japanern eine Position der 3./9 Jats der 9. Brigade. Wenige Stunden später unternahmen die Briten einen Gegenangriff; der Führer des Sturmtrupps Jemadar [=Junioroffizier] Abdul Hafiz gewann die Position trotz schweren feindlichen MG-Feuers, Granatenbeschusses und -bewurfs zurück, verlor dabei jedoch sein Leben.:43 Dafür erhielt Hafiz, welcher noch im Sterben Angriffsbefehle gegeben hatte, postum die höchste britische militärische Auszeichnung, das Victoria-Kreuz. Die Japaner flohen vor dem britischen Gegenangriff, woraufhin die Briten den zurückeroberten Hügel als Runaway Hill, also „Wegrenner-Hügel“, tauften.:43
Nach den Kämpfen am Runaway Hill setzten die Japaner ihren Angriff gegen Nungshigum fort. Am 7. April eroberten japanische Truppen den Großteil des Massivs, woraufhin es die 3/9. Jats zurückeroberten, nur um es wiederum am 11. April ans 3./51 Bataillon der Japaner zu verlieren. Mit der Besetzung des Nungshigum waren die Japaner auf 8 Kilometer ans Hauptquartier des 4. Korps herangerückt; Elemente der 5. Division gingen deshalb schnell zum Gegenangriff über, um die Japaner wieder zu verdrängen. Mit Luftangriffen, Artillerieunterstützung und sogar Panzereinsatz im Gebirge begann die 5. Division am 13. April den Gegenstoß. Die japanische 15. Division hatte besonders mit dem Auftreten der Panzerverbände nicht gerechnet. Japanische Soldaten waren mit Panzerabwehrwaffen nur unzureichend ausgerüstet und mussten den Nungshigum schließlich wieder preisgeben. Nie wieder im Verlauf der Schlacht schafften es japanische Verbände, so nah an Imphal heranzukommen.:43
Ein weiteres Bataillon des 51. japanischen Regiments griff nördlich von Kameng den Point 4057 an, wurde aber bald in die weiter nördlich gelegenen Hügelländer verdrängt. Die 15. Division raffte sich am 13. April sowie am 18. April noch einmal zu Angriffen gegen die 63. Brigade bei Sekmai auf, wurde aber beide mal zurückgeschlagen. Am 19. April gaben die Japaner den Durchbruchsversuch bei Sekmai auf. Mitte April 1944 kam der nordöstliche Vormarsch der Japaner schließlich zum Erliegen. Damit war es den Briten auch in der japanischen Hauptstoßrichtung gelungen, den japanischen Angriff zu parieren.:43

### Zweite Phase: Abnutzungsschlacht (April–Mai 1944)
Nachdem die 17. Division sich am 4. April 1944 in Imphal zurückgemeldet hatte, hatte Scoones alle seine Divisionen im Imphal-Tal zusammen. Der japanische Vormarsch kam innerhalb der nächsten zwei Wochen zum Erliegen und die Schlacht ging in eine weniger manöverintensive Phase der gegenseitigen Abnutzung über. Im Südwesten standen auf britischer Seite die 17. Division und die 32. Brigade, eigentlich Teil der 20. Division, auf japanischer Seite die 33. Division. Im Südosten stand der Rest der britischen 20. Division gegenüber der Kampfgruppe Yamamoto. Im Nordosten standen die britische 23. Division an der Ukhrul Road und die 5. Division (sowie ab Anfang Mai die 89. Brigade der 7. Division) weiter nördlich. Mitte Mai würden die 20. und 23. Divisionen zudem die Plätze tauschen. Den britischen Verteidigern im Nordosten gegenüber stand die japanische 15. Division.:47
Ein britischer Vorteil, der sich aus der ersten Phase der Schlacht heraus auch über den Rest der Kämpfe fortsetzte, war die Luftüberlegenheit. Die Luftverbände der Royal Air Force brachten Verstärkung, transportierten Nachschub, evakuierten Zivilisten sowie Verwundete und flogen Luftangriffe gegen die Japaner. Im Verlauf der Schlacht wurden 20.000 Soldaten ins Kampfgebiet Imphal-Kohima hinein- und 35.000 Zivilisten sowie 10.000 Verwundete aus ihm herausgeflogen. Dazu kamen noch 22.000 Tonnen Nachschub auf dem Luftweg. Den 30.000 Starts und Landungen der britischen Flugzeuge während der Doppelschlacht bei Imphal und Kohima standen lediglich 1.750 Starts ihrer japanischen Gegner gegenüber.:47

#### Kämpfe im Südwesten
Nachdem es der japanischen 33. Division in der ersten Phase der Schlacht nicht gelungen war, die britisch-indische 17. Division abzuschneiden, bereiteten die japanischen Verbände jetzt einen Angriff auf das eigentlich Hauptziel der Operation, Imphal, vor. Die Infanterie-Regimenter 214 and 215 wurden erneut durch schwieriges Gelände geschickt, um die Briten zu überraschen. Hierbei sollte das 214. Regiment, von Churachandpur kommend, nördlich des Silchar Track ins Tal vorstoßen. Das 215. Regiment, von Moirang kommend, sollte den Silchar Track selbst erobern und dem 214. Regiment damit die Nachschublinie offen halten. Ein wesentliches Hauptziel der Japaner war hier Point 5846, welcher, nördlich des Pfads gelegen, die dominante Erhebung am Silchar Track darstellte. Die Briten besetzten die Hügelspitze jedoch leicht vor den Japanern, und die 7./10 Baluchis waren bereits in Stellung, als das 214. Infanterie-Regiment eintraf. Das 214. Regiment ging sofort zum Angriff über, wurde aber zurückgeschlagen. Am Point 5846 baute die britisch-indische 32. Brigade eine starke Verteidigungsstellung, welche sie bis zum Ende der Schlacht halten würde. Auf der Südseite des Pfads entbrannten heftige Kämpfe um zwei weitere wichtige Erhebungen, Wooded Ridge und Wireless Hill. Erneut setzten die Briten Panzer des 150. Regiments ein, um die japanischen Infanteristen zu zerstreuen. Am 26. April waren Point 5846 und Wooded Ridge in britischer Hand, während die Japaner Wireless Hill kontrollierten. Dem 215. Regiment gelang es zeitweise, den Silchar Track zwischen Bishenpur und dem Point 5846 zu erreichen, wodurch die Nachschubwege für die Verteidiger der Anhöhe abgeschnitten waren. Die britischen Panzerverbände führten von Bishenpur aus wiederum einen Angriff und verdrängten die Japaner erneut. Beide Seiten erlitten während der Kämpfe hunderte Verluste, von welchen allein 200 auf ein einzelnes Bataillon der 32. Brigade entfielen.:49f.
Während der Kämpfe auf dem Silchar Track westlich von Bishenpur hatte sich ein weiterer Verband der japanischen 33. Division entlang der Tiddim Road nordwärts bewegt und sich Bishenpur von Süden aus genähert. Dieser Verband, geführt von einem Oberst Taguchi, bestand aus dem 4. Pionierregiment, einem Infanteriebataillon des 213. Regiments (2./213) und einer Panzerabwehrabteilung. In der zweiten Hälfte des Aprils 1944 hatte der Verband Potsangbam, 3 Kilometer südlich von Bishenpur, erreicht. Die Briten antworteten auf den südlichen Vormarsch mit Bombardierung aus der Luft, wodurch die Dörfer Potsangbam und das nahegelegene Ningthoukhong großflächig zerstört wurden. Ein britischer Panzerangriff wurde durch die japanische Panzerabwehr zum Stehen gebracht. Die Geographie in dieser Gegend unterschied sich stark von den Hügeln und Gebirgen der Umgebung; stattdessen lagen die umkämpften Dörfer bereits im Imphal-Tal selbst, wodurch das Kampfgebiet durch Reisfelder, Gruppen von Fruchtbäumen und relativ ebenes Terrain dominiert war. Die britische Artillerie war den ansonsten eher seltenen Bombenangriffen der japanischen Luftstreitkräfte ausgeliefert; die Lage der 33. Division war also nicht völlig schlecht. Es handelte sich bei ihr nach wie vor um einen der stärksten japanischen Großverbände in Burma, Bishenpur (und danach Imphal) schien also in Schlagweite.:51–53
Diesen Eindruck teilte auch Oberbefehlshaber Mutaguchi, welcher jetzt mehr Hoffnungen auf die 33. Division setzte als auf seine eigentliche Hauptmacht im Nordosten. Mitte Mai entließ er den Divisionskommandeur der 33., Yanagida (welchen er für die Rückschläge der 33. Division in der Anfangsphase der Schlacht verantwortlich machte), und ersetzte ihn mit Generalmajor Nobuo Tanaka,:310 welcher später Befehle an seine Soldaten ausgab, in welchen er die Schlacht von Imphal als entscheidend für das Schicksal des Kaiserreichs bezeichnete.:312 Mutaguchi verlegte mehrere Verbände von der südöstlichen Tamu-Palel Road zur südwestlichen Tiddim Road. Unter diesen Verstärkungen war das 14. Panzerregiment, das 1. Panzerabwehr-Bataillon und die 2. Batterie des Schweren Feldartilleriebataillons 18. Die Japaner wollten Bishenpur in einem Frontalangriff nehmen und von dort nach Imphal weitermarschieren. Der britische Plan beinhaltete indes eine Hammer-und-Amboss-Strategie, in welcher die 63. Brigade, als Hammer, aus Bishenpur heraus gegen die Japaner antreten sollte, um sie in die bei Torbung an der Tiddim Road wartende 48. Brigade, den Amboss, hineinzutreiben. Die 48. Brigade umquerte dabei im Geheimen den Loktak-See südlich, übertrat den Manipur-Fluss bei Shuganu und errichtete am 17. Mai bei Torbung eine Straßensperre. Nachdem in der ersten Nacht acht japanische Lastwagen und zwei Kampfpanzer an der Straßensperre zerstört wurden, kam es über die nächste Woche zu starken japanischen Angriffe durch frisch antretende japanische Infanteriebataillone (1./67 und 2./154), unterstützt durch Sperrfeuer der japanischen Artillerie. Jedoch schlug der Plan der 17. Division dadurch fehl, dass der aus Norden kommende Angriff der 63. Brigade nicht in die Realität umgesetzt werden konnte. Daraufhin änderte die 48. Brigade den Plan und trat ihrerseits zu einem nordwärts gerichteten Angriff an. Als die 48. Brigade die Straßensperre am 24. Mai aufgab, hatten die Japaner dort seit der Errichtung der Sperra am 17. Mai etwa 500 Tote zu beklagen gehabt. Eine Woche später schaffte es die 48. Brigade zu den eigenen Linien zurück.:53f.
Am 10. Mai hatte die 63. Brigade Potsangbam angegriffen, wobei wiederum Gurkha-Verbände die Führung des britischen Angriffs übernahmen. Bis zum 15. Mai konnte der Großteil des Dorfes unter britische Kontrolle gebracht werden. Die 63. Brigade setzte den Angriff in die Hügel westlich der Tiddim Road fort, um dort die beiden japanischen Infanterie-Regimenter 214 und 215 von ihren Nachschubwegen abzuschneiden. Bis zum 18. Mai eroberte die Brigade die Dörfer Tokpa Khul und Kha Aimol sowie die Erhebungen Three Pimple Hill und OP Hill. Die Japaner, durch das Vorgehen der 63. Brigade in ihren eigenen Angriffsplänen gegen Bishenpur gestört, gingen mit dem 215. Regiment ab dem 20. Mai zu einem starken Gegenangriff über. Dieser Angriff, sowie ein weiterer am 22. Mai, wurden von der 63. Brigade zwar unter hohen japanischen Verlusten abgewiesen, hinderten die Brigade aber auch an südlich gerichteten Geländegewinnen. Dennoch mussten die Japaner zwei ihrer drei Angriffsrichtungen (aus Westen und aus Süden) gegen Bishenpur aufgeben und sich im Süden von Potsangbam auf Ningthoukhong zurückfallen lassen. Lediglich der Angriff aus Norden wurde tatsächlich ausgeführt. Hierbei griffen Teile des 214. Regiments zeitgleich Bishenpur selbst sowie Point 2926 (auch als Red Hill bekannt), zehn Kilometer nördlich von Bishenpur selbst, an; die Japaner wollten von Point 2926 aus verhindern, dass Nachschub aus Imphal den Verteidigern in Bishenpur zugeführt werden konnte. Nachdem das 214. Regiment zunächst in der Nacht des 20./21. Mai gute Fortschritte gemacht hatte, wurde es am dem 21. Mai Ziel heftiger britischer Gegenangriffe und erlitt vernichtende Verluste. Das Kontingent des 214. Regiments, welches gegen Bishenpur selbst angetreten war, erlitt bei einer Anfangsstärke von 380 etwa 360 Tote. Es fehlte dem 214. Regiment an Panzerabwehrwaffen, wodurch die britischen Panzerverbände großen Schaden anrichten konnten. Bei Point 2926 traf ein anderer Teil des 214. Regiments auf die 7./10 Baluchs; der japanische Angriff auf die Hügelspitze wurde abgewiesen, woraufhin die Japaner den Südhang sowie das nahegelegene Dorf Maibam besetzten. Den Japanern war die eigentlich Wichtigkeit des Point 2926 nicht einmal klar, da es ihnen nicht bekannt war, dass der Divisionsgefechtsstand der 17. Division unmittelbar nördlich des Hügels aufgestellt worden war. Heftige Kämpfe entbrannten, mehrere britische Angriffe zwischen dem 21. und 25. Mai auf den japanisch kontrollierten Teil des Point 2926 wurden von den Japanern abgewiesen. Divisionskommandeur Cowan plante daraufhin, den nächsten britischen Angriff in Brigadestärke zu führen. Die Briten stellten die „Woodforce“ zusammen, bestehend aus einem Teil des Stabs der 50. indischen Fallschirmbrigade (geführt von Brigadegeneral Woods) sowie aus Panzern, Artillerie, Pionieren und Infanterie. Woodforce führte ab dem 26. Mai Angriffe gegen Point 2926 durch, wobei die 500 japanischen Verteidiger nach wie vor auf eine Kampfstärke von 40 schrumpften. Die Briten eroberten den Hügel am 29. Mai zurück. Point 2926 stellte die größte Annäherung an Imphal dar, welche die Japaner während der Schlacht von Süden aus erreichen würden.:54–57

#### Kämpfe im Südosten

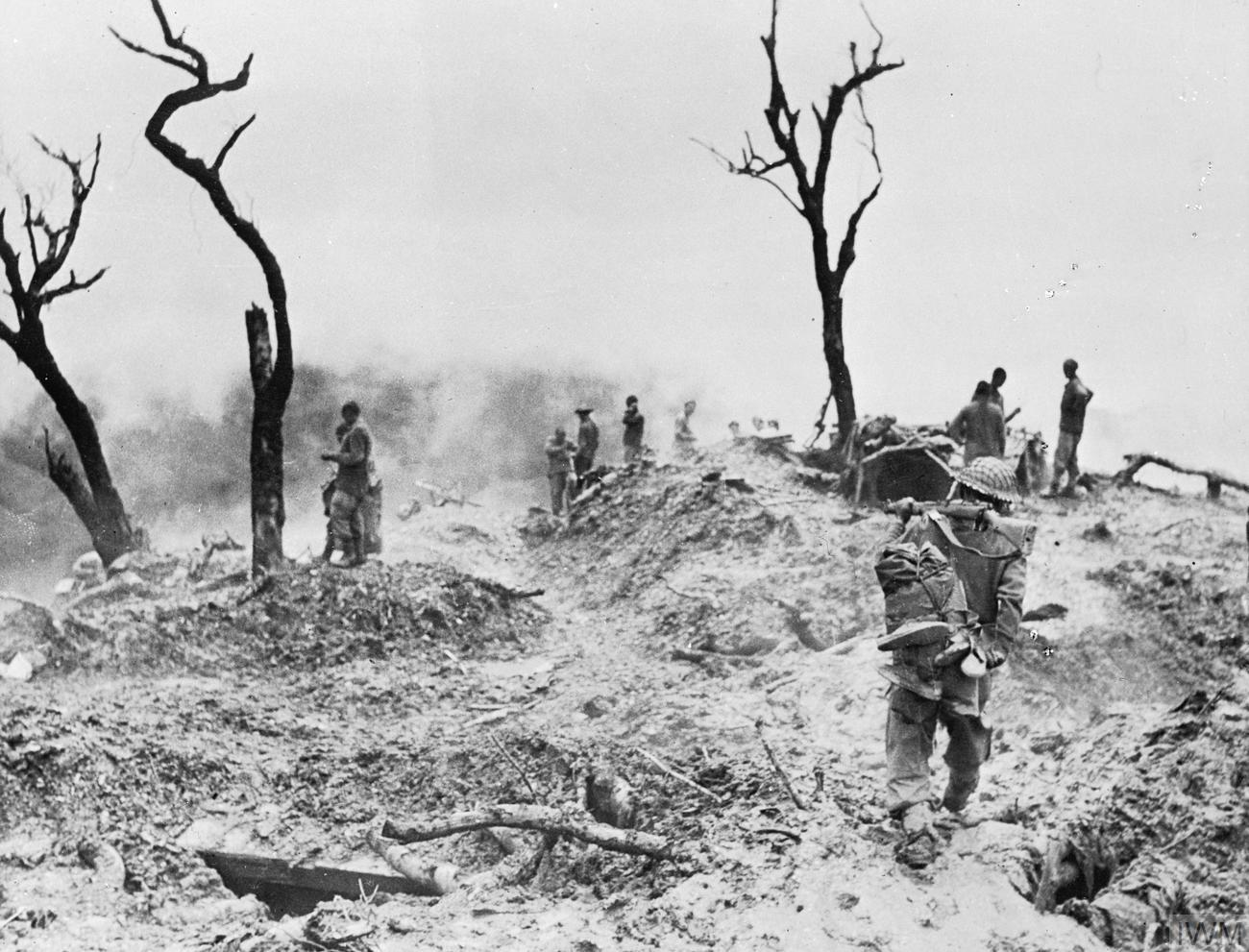
Britische Truppen auf dem Scraggy Hill (jap. Bezeichnung: Ito)

Seit dem 16. April stand Yamamotos Kampfgruppe erneut auf Nippon Hill, dem östlichsten Hügel des Shenam Saddle an der Tamu-Palel Road. Das japanische Hauptziel in der Region war der Allwettermilitärfeldflugplatz Palel Airfield, jedoch müsste für dieses Ziel der Shenam Saddle von britischen Verteidigern geräumt werden. Dazu gingen die Japaner in die Offensive. Am 22. April wurde Crete East genommen, woraufhin die Briten auch den isolierten Crete Hill evakuierten. Bis Mai stand Yamamoto die Unterstützung des 14. Panzerregiments zur Verfügung, welches gemeinsam mit japanischer Artillerie den Infanterievorstößen gute Deckung bieten konnte. Im Verlauf der nächsten zwei Wochen attackierten die Japaner Crete West und marschierten parallel am 8. Mai gegen Lynch Pimple, einen nur schwach verteidigten Hügel. Dadurch waren die Elemente der 80. Brigade auf Crete West vom Rest der britischen Verteidiger abgeschnitten. Am 10. Mai gaben die Briten Crete West auf, wonach Scraggy Hill zur neuen britischen Frontstellung wurde. In der Nacht des 10./11. Mai kam es hier zu schwersten Gefechten, während welcher der Führer der britischen Infanterie sogar einen Artillerieschlag auf seine eigene Position befahl, um den japanischen Vormarsch irgendwie aufzuhalten. Die Japaner erlitten hunderte Verluste, hatten sich aber einen Teil des Hügels erkämpft und gruben sich ein. Teile des Hügels würden bis Juli unter japanischer Kontrolle bleiben.:57f.

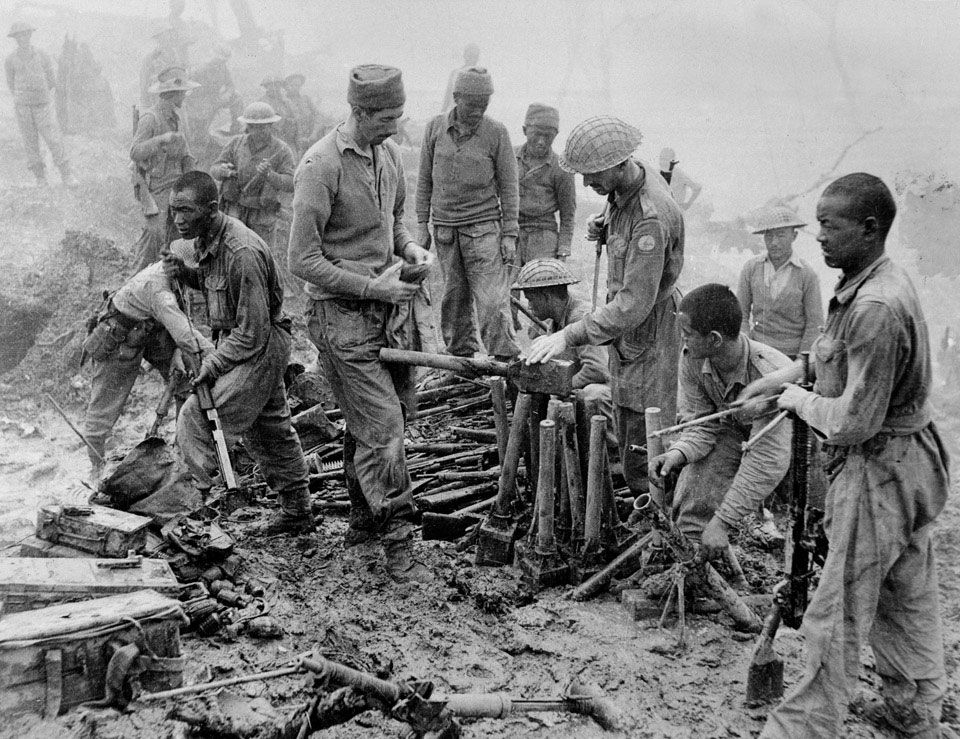
Gurkhas und britisch-indische Truppen inspizieren erbeutete japanische Waffen am Shenam Saddle (April 1944).

Die Briten nahmen die erschöpfte 80. Brigade aus der Linie und schickten sie nordwärts; stattdessen übernahm die 37. Brigade die Verteidigung im Südosten. Die 37. Brigade erweiterte die Schützengräben und Bunkeranlagen auf dem nun zweigeteilten Hügel; später wurden besonders inspiriert durch Scraggy Hill historische Vergleiche der Schlacht mit der Somme-Schlacht 1916 gezogen. Die Japaner wählten indes ein anderes Angriffsziel und attackierten Gibraltar Hill, welchen die Angreifer in der Nacht des 23. Mai besetzen konnten. Dadurch hatten die Japaner den Shenam Saddle umlaufen und die britischen Verbände auf Scraggy Hill und Malta Hill eingekreist, wurden aber am Folgetag, dem 24. Mai, sowohl von Gibraltar Hill als auch vom nahegelegenen Ben Nevis Hill wieder verdrängt. Die Japaner würden es im Verlauf der Schlacht nicht mehr schaffen, Imphal im Südosten näher zu kommen als Gibraltar Hill.:59
Gleichzeitig griff die 2. Brigade „Gandhi“ der mit Japan verbündeten Indischen Nationalarmee mit etwa 300 Mann im Süden an. Die Truppen der INA, seit Mitte April im Sektor präsent, sollten in Koordination mit den Japanern bis Palel Airfield vorgehen, wurden aber bis zur Nacht des 2./3. Mai bei Purum Chumbang aufgehalten. Während der Kämpfe zwischen der INA und der britisch-indischen Truppen kam es mindestens einmal zu einer Unterredung, in welcher die INA versuchte, die Britisch-Inder zum Überlaufen zu überreden. Nachdem dieser Versuch gescheitert war, ging die INA zum Angriff über und erlitt durch britisch-indische Truppen sowie Ghurkas mindestens 50 Todesopfer. Die Kampfmoral der INA-Truppen war wesentlich schlechter als die ihrer japanischen Verbündeten; es kam bis zum Ende der Schlacht in den Reihen der INA zu hunderten Desertionen. Ende Mai trat eine weitere Formation der INA, die 3. Brigade „Azad“, den Kämpfen im Südosten bei, jedoch war der Angriff der Achsenmächte im Südosten nach dem Verlust von Gibraltar Hill klar zum Erliegen gekommen.:63

#### Kämpfe im Norden
Nach dem Fehlschlag des Angriffs der japanischen 15. Division gegen Sekmai am 18./19. April war der japanische Angriff im nördlichen Sektor zunächst steckengeblieben. Der japanische Oberbefehlshaber Mutaguchi forderte daraufhin Hilfe von der 31. Division, die weiter nördlich kämpfte (siehe Schlacht um Kohima). Diese Hilfe kam nicht, da die 31. Division keine Entbehrungen machen konnte. Indes war die 15. Division unangenehm weit aufgefächert; besonders der rechte Flügel (60. Regiment und Kampfgruppe Honda) waren isoliert. Gegen den rechten Flügel der Japaner gingen die Briten sodann mit der 5. Division vor, während sich die 23. Division der japanischen Hauptmacht an der Ukhrul Road stellen sollte. Die Briten machten schnell Geländegewinne im Zentrum und zwangen sogar das Hauptquartier der 15. Division zu einem hastigen Rückzug. Der Vormarsch der 5. Division im Nordwesten war jedoch wesentlich langsamer, da die Verteidigungsstellungen in vorteilhaftem Terrain lagen und von erfahrenen japanischen Verbänden verteidigt wurden. Die zwei Brigaden der 5. Division (9., 123.) traten zum Zangenangriff an und lieferten sich wochenlange Gefechte mit den Japanern. Trotz Verstärkung durch Teile der 23. Division entlang des östlichen Divisionsbereichs schaffte es die 5. Division nicht, einen entscheidenden Sieg zu erringen. Ende Mai waren die japanischen Kampfstände weiterhin besetzt. Nach zäh errungenen britischen Teilerfolgen änderten die Briten die Strategie und ließen von den japanischen Stellungen in der Mapao-Molvom-Hügelkette ab, um sich stattdessen auf die Imphal-Kohima Road zu konzentrieren.:63–66

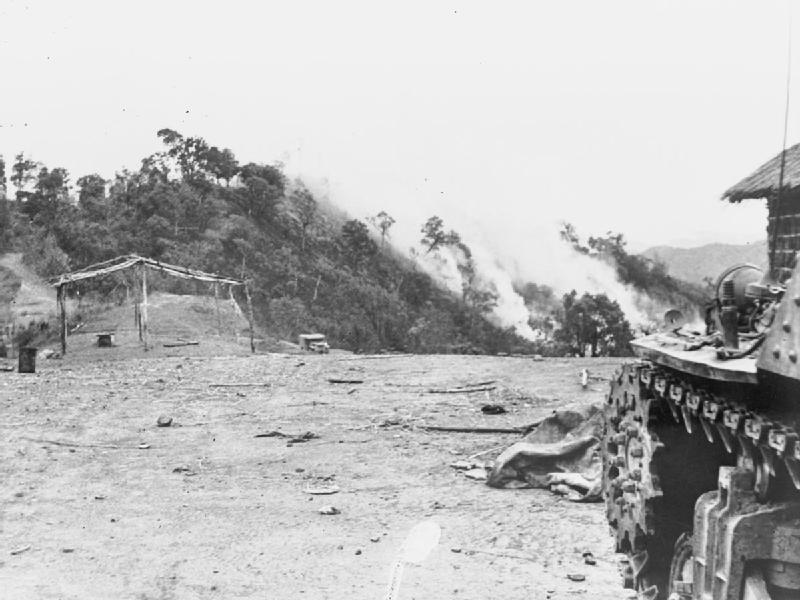
Japanische Stellung unter Feuer, zwischen Imphal und Kohima (1944)

### Dritte Phase: Britische Gegenoffensive (Juni 1944)
Anfang Juni 1944 hatten sich alle drei Sektoren der Schlacht von Imphal zum britischen Vorteil gewandt. Die japanischen Angriffe waren jeweils liegengeblieben und die Verbände der Achsenmächte gezwungen worden, sich in ihren Stellungen ebenso einzugraben, wie es die britischen Verteidiger taten. Die britischen Gegenangriffe, welche jetzt begannen, wurden durch mehrere Faktoren zusätzlich erschwert: der nordostindische Sommer brachte Malaria und Parasiten mit sich, und Ende Mai hatte sich das Wetter durch den Beginn des Monsunregens stark verschlechtert.:67–70

#### Kämpfe im Südwesten
Im Südwesten versuchte General Tanaka seine 33. Division mit dem neu herangeführten 14. Panzerregiment erneut zum Angriff übergehen zu lassen. Die Japaner erzwangen den Rückzug der 63. Brigade aus den westlichen Hügeln nach Bishenpur und wehrten am 10.–14. Juni einen Angriff der 32. Brigade von Point 5846 gegen einen als Dome bekannten Hügel ab. Heftige Kämpfe entbrannten zwischen den 1st West Yorks (17. Division) und den Japanern bei Ningthoukhong, wobei besonders der Bach im Dorf als Trennlinie zwischen den beiden Seiten diente; die Japaner versuchten gleichzeitig, das Dorf zu umlaufen und Potsangbam zurückzuerobern. Der Angriff des 2./154 am Morgen des 7. Juni scheiterte mit über 100 Todesopfern. In Ningthoukhong fand der britische Unteroffizier Hanson V. Turner den Tod, während er insgesamt sechsmal mit Handgranaten gegen die Gegner vorging. Turner wurde postum das Victoria-Kreuz verliehen. Die Japaner eroberten am 12. Juni kurzzeitig einen Brückenkopf im Norden Ningthoukhongs, wurden aber am selben Tag erneut zurückgedrängt. In diesem britischen Gegenangriff erwarb sich der Gurkha-Schütze Ganju Lama ein weiteres Victoria-Kreuz, indem er mit einer PIAT zwei japanische Panzer zerstörte.:70–75

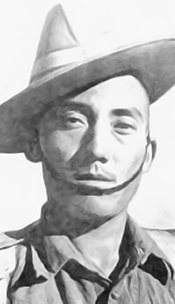
Agansing Rai gewann am 26. Juni bei Mortar Bluff das Victoria-Kreuz.

Ein weiterer japanischer Durchbruchsversuch zielte auf die westlichen Hügel, wo das 151. Regiment die britischen Stellungen am Silchar Track attackierte und dann in der Nacht des 25. Juni den Point 5846 westlich umlief und von Norden angriff. 40 Mann der 2./5 Royal Gurkha Rifles hielten bei einer Position namens Mortar Bluff die Stellung und wurden von den Japanern überrannt. Die Gurkhas kämpften bis zum letzten Mann; hier gewann Netrabahadur Thapa postum sein Victoria-Kreuz. Ein anderer Teil des 2./5 RGR trat einige Stunden später zum Gegenangriff auf Mortar Bluff an, wobei Agansing Rai sich für seine Sturmangriffe gegen ein japanisches MG-Nest und danach gegen die Stellung eines 37mm-Geschützes ein weiteres Victoria-Kreuz verdiente. Es war das zweite Victoria-Kreuz, welches sich Angehörige des 2./5 RGR am 26. Juni bei Mortar Bluff erkämpft hatten.:75f.

#### Kämpfe im Südosten
Nachdem die Japaner am 24. Mai vom Gibraltar Hill vertrieben worden waren, kam es für zwei Wochen entlang des Südostsektors zu keinen größeren Offensiven. Stattdessen gab es kleinere Scharmützel, Scharfschützenfeuer und gelegentlichen Artilleriebeschuss. Am Abend des 9. Juni versuchten die Japaner einen letzten Angriff gegen Scraggy Hill, wobei sie nach Sperrfeuer der eigenen Artillerie die 3./3 Gurkha Rifles von der Hügelspitze vertreiben konnten. Mehrere kleinere britische Gegenangriffe wurden abgewiesen, bis es am Nachmittag des 10. Juni zu einem größeren Angriff eines Verbunds von Gurkhas auf dem Boden und der Royal Air Force aus der Luft kam. Die Briten machten kleinere Geländegewinne auf dem Hügel, erlitten dabei aber hohe Verluste von etwa 200 Toten und Verwundeten. Die eingegrabenen japanischen Verteidiger blieben bis Juli auf ihrem Teil des Scraggy Hill. Auch die Versuche, das Palel Airfield durch die westlichen Hügel zu erreichen, scheiterte. Eine japanische Kommandooperation Anfang Juli war jedoch ein Achtungserfolg: eine kleine japanische Einheit infiltrierte Palel Airfield und sprengte dort 8 britische Flugzeuge in die Luft.:76f.

#### Kämpfe im Norden

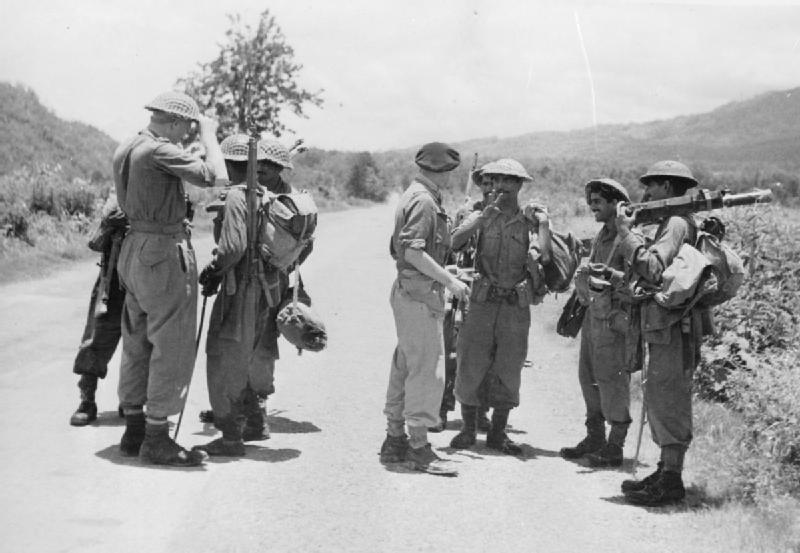
Am 22. Juni treffen Elemente der britischen 2. und 5. Divisionen an der Imphal-Kohima Road zusammen.

Anfang Juni marschierte die britische 80. Brigade (20. Division) nordwärts von Kameng aus durchs Tal des Iril-Flusses, um die Japaner weitläufig zu umfassen und auf die Ukhrul Road hinabzustoßen. Gleichzeitig rückte die britische 100. Brigade (ebenfalls 20. Division) die Straße entlang vor und traf hier auf heftigen Widerstand der japanischen 51. und 67. Regimenter. Die 100. Brigade setzte sich Mitte Juni auf der ehemaligen Position des 67. Regiments fest.:77
Wichtiger als die Kämpfe an der Ukhrul Road waren die Operationen der britisch-indischen 5. Division an der Imphal-Kohima Road. Die Schlacht von Kohima, welche seit dem 4. April weiter nordöstlich parallel zur Schlacht von Imphal ausgefochten worden war, ging am 22. Juni mit einem britischen Sieg zu Ende. Die britische 2. Division bei Kohima und die 5. Division bei Imphal begannen jetzt, sich entlang der Straße aufeinander zuzubewegen, um die zwischen sich liegenden japanischen Straßensperren und Schützenbunker auszumerzen. Hierbei traf die 5. Division auf wesentlich mehr Widerstand; zwischen dem 3.–22. Juni legte die 2. Division 95 Kilometer südwärts zurück, die 5. Division aber gleichzeitig nur 11 Kilometer nordwärts. Die japanischen Verbände entlang der Straße, der rechte Flügel der 15. Division (bestehend aus dem 60. Regiment und der Kampfgruppe Honda) waren seit Wochen vom Nachschub abgeschnitten und hatten dementsprechend gelitten. Dennoch kämpften die Japaner verbissen, wobei Monsunregen und dichte Nebelwände die britischen Vormärsche zusätzlich erschwerten. Die letzten Kampfhandlungen konzentrierten sich auf einen Hügel, der von den Briten Liver genannt wurde. Hier wiesen die Japaner am 13. und am 21. Juni jeweils britische Großangriffe ab, zogen sich dann aber in der Nacht des 21./22. Juni vom Hügel zurück. Am 22. Juni trafen Elemente der 2. und 5. Divisionen auf der Imphal-Kohima Road zusammen und stellten die vormals gekappte Verbindung der beiden Regionalzentren wieder her.:78–80

### Vierte Phase: Japanischer Rückzug (Juli 1944)
Obwohl die nördliche Schlacht von Kohima am 22. Juni geendet hatte, dauerten die Kämpfe im südlicheren Imphal weiter an. Die Öffnung der Imphal-Kohima Road am 22. Juni stellte den Kontakt zwischen den IV. und XXXIII. Corps der Briten wieder her. Das Oberkommando der japanischen 15. Armee erkannte, dass die eigene Offensive gescheitert war. Bereits Anfang Juni hatte Mutaguchi mit seinem Vorgesetzten Masakazu Kawabe (Oberbefehlshaber Regionalarmee Burma) über den Stand der Schlacht konferiert, doch war es da noch nicht zur Entscheidung zum Rückzug gekommen. Mutaguchi stellte den Antrag auf Rückzug schließlich in der letzten Woche des Juni. Kawabe gab das nötige Einverständnis am 5. Juli, befahl aber noch die Durchführung zuvor von Mutaguchi vorgeschlagenen letzten Offensivaktion bei Patel im Südosten. Dieser Befehl wurde am 9. Juli aufgehoben, da sich die japanischen Truppen nicht mehr in angriffsfähiger Form befanden. Mutaguchi befahl einen phasenweisen Rückzug bis zum 16. Juli. Bis Ende Juli waren die Japaner von allen Sektoren auf einem totalen Rückzug zum Chindwin-Fluss, welchen sie zu Beginn der Operation übertreten hatten.:82f.

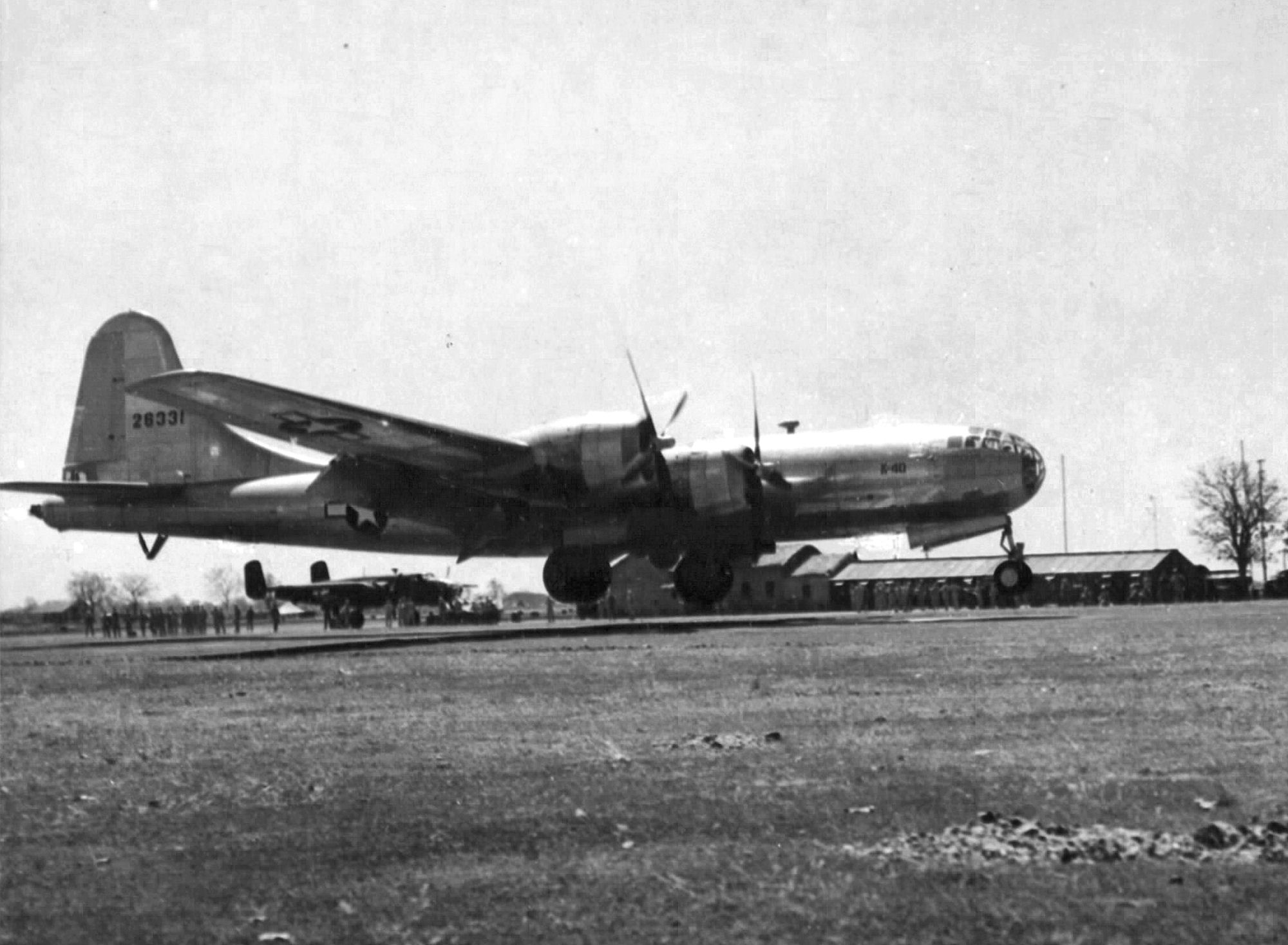
Eine US-amerikanische B-29-10-BW Superfortress des 25th Bomb Squadron der 20. US-Luftflotte bei Chakulia Airbase während der Schlacht um Imphal (Juli 1944).

#### Kämpfe im Südwesten
In der ersten Juliwoche wurde das 214. Regiment vom Point 5846 wegbefohlen und zog sich hinter den Silchar Track zurück. Das Regiment sollte bei Laimanai die Tiddim Road betreten und von dort aus südwärts das Operationsgebiet verlassen. Die 215. und 151. Regimenter sollten dann dem gleichen Pfad folgen. Den Rückzug decken würden die japanischen Verteidiger von Ningthoukhong, wozu die Überreste des 4. Pionierregiments, die Überlebenden des Infanteriebataillons 2./154 und die letzten paar Kampfpanzer des 4. Panzerregiments gehörten. Der britische Angriff auf Ningthoukhong drängte die Japaner bald nach Ningthoukhong Kha Khunou, einen kleinen Weiler unmittelbar südlich des eigentlich Dorfes. Auf dieses Areal von etwa 300 × 500 Metern Größe feuerten die Briten am Morgen des 16. Juli innerhalb einer einzigen Stunde etwa 9.000 Artilleriegranaten ab, um die Japaner sturmreif zu schießen. Ningthoukhong Kha Khunou wurde dem Erdboden gleichgemacht. Etwa am gleichen Tag erreichte die 63. Brigade Laimanai und nahm die Verfolgung der Überreste der 33. Division auf.:83–85

#### Kämpfe im Südosten
Im Südosten klammerte sich Kampfgruppe Yamamoto weiterhin am Scraggy Hill fest. Fünf britische Brigaden (37. im Zentrum, 5. dahinter, 49. im Umfassungsangriff, 1. und 268. in den Flanken) traten am 24. Juli zum Entscheidungsangriff gegen den Shenam Saddle an. Nippon Hill und Scraggy Hill fielen am 24. Juli in britische Hand. Kampfgruppe Yamamoto musste sich zurückziehen, konnte aber die Straßensperre der 49. Brigade durchbrechen und den eigenen Marsch nach Moreh fortsetzen. In der zweiten Hälfte des Juli zog sich auch die 1. Division der INA aus den Hügeln zurück.:86

#### Kämpfe im Norden
Die Endkämpfe im Nordsektor fanden hauptsächlich im Raum der Ortschaft Ukhrul statt. Ukhrul lag auf der Rückzugsroute der 31. Division vom Schlachtfeld bei Kohima und war auch der Sammelpunkt für die Überreste der Kampfgruppe Honda und des 60. Regiments, welche mit der Öffnung der Imphal-Kohima Road am 22. Juni nach Osten getrieben worden waren. Weiter südlich kämpfte die 15. Division weiter, um die britische Rückeroberung der Ukhrul Road zu verhindern. Mutaguchi ersetzte Anfang Juli den Divisionskommandeur der 15., Yamauchi, durch Uichi Shibata. Das aus Kohima nach Süden verlegte 33. britische Korps trat zum Großangriff in Richtung Ukhrul an, und eroberte die Ortschaft am 8. Juli. Die überlebenden Japaner machten sich von Sangshak aus südostwärts auf den schwierigen Weg durch die Berge zum Chindwin. Auf diesem letzten Rückzug fanden, auch wegen des Monsuns, noch einmal tausende japanische Soldaten den Tod.:87

## Strategischer Ausgang der Schlacht
Die Japaner hatten große Teile der wichtigsten ihrer Besatzungskräfte in Burma, der 15. Armee, während der Doppelschlacht bei Imphal und Kohima verloren. Für die Briten eröffnete sich daraufhin die Möglichkeit, eine südwärts gerichtete Bodenoffensive in Richtung Rangun zu starten. William Slims 14. Armee ging also nach ihrem Sieg bei Imphal-Kohima also zu exakt jener Offensive über, welche die Japaner mit ihrem Angriff hatten verhindern wollen. Die japanische Strategie hatte darauf beruht, Imphal und Kohima in schnellen Überraschungsangriffen erobern zu können, wobei die Japaner die Verteidigungskraft ihrer britischen Gegner unterschätzt hatten. Besonders die wiederholten Verzögerungen, welche die 14. Armee dem eng getakteten Zeitplan der 15. Armee zufügen konnte, waren hier entscheidend, da die Japaner nur selten britische Nachschubdepots erbeuten konnten, bevor diese von ihren Verteidigern geleert werden konnten. Die Japaner waren ihrem Operationsziel zwar beizeiten sehr nahegekommen und hatten viele wichtige Schläge gegen britische Infrastruktur geführt, doch waren ihre schwierigen Vormärsche und hochriskanten Angriffe für die 15. Armee mit hohen Verlusten verbunden.:88–90
Eine besondere Stellung nimmt die Schlacht bei Imphal in der Geschichte der pro-japanischen Indischen Nationalarmee ein: Nicht nur war durch die Niederlage der Achsenmächte die Chance vertan, nach Indien vorzustoßen und dort die INA durch lokale Rekruten zu verstärken, die Angehörigen der INA stellten darüber hinaus fest, dass viele indische Zivilisten sowie die britisch-indischen Soldaten sie als Verräter betrachteten und erbittert bekämpften. Die Schlacht von Imphal war die einzige Schlacht des Zweiten Weltkriegs, in welcher zwei organisierte indische Streitmächte auf indischem Boden gegeneinander kämpften.:91
Die Doppelschlacht bei Imphal und Kohima gehört zu den größten Niederlagen, welche der kaiserlich-japanischen Armee während einer Landschlacht zugefügt wurden. Auf japanischer Seite sind Verluste schwierig zu beziffern, belaufen sich aber nach historischen Schätzungen auf 30.000 Tote und 23.000 Verwundete, wobei nicht nach Todesursache zwischen Feindbeschuss, Krankheitsfällen und Unfällen unterschieden werden kann. Von den 30.000 Toten entfielen etwa 16.000 auf die zwei japanischen Divisionen bei Imphal und 6.000 auf die Division bei Kohima, während weitere 8.000 Tote zu den direkt unterstellten Truppen der 15. Armee gehörten. Die 1. Division der Indischen Nationalarmee erlitt bei einer Anfangsstärke von 6.000 Soldaten etwa 2.000 Tote.:88 Die 14. Armee erlitt über 16.000 militärische Verluste während der Doppelschlacht bei Imphal-Kohima, von welchen etwa 12.000 auf den Sektor von Imphal entfielen.:88
Der Burmafeldzug endete erst mit Kriegsende im Jahr 1945, jedoch setzte sich der Trend der Ungleichheit der militärischen Verluste beider Seiten auch nach der Doppelschlacht fort. In den letzten 18 Monaten der Kämpfe in Burma fielen 100.000 japanische Soldaten gegenüber nur 7.000 getöteten Truppen der Alliierten.:199

## Erinnerungskultur
Im Jahr 2013 wurde die Schlacht von Imphal vom britischen National Army Museum nach einer Umfrage zur größten Schlacht der britischen Militärgeschichte gekürt.